# 몸바사현

몸바사현

몸바사현(Mombasa County)은 케냐를 구성하는 47개 현 가운데 하나로 현도는 몸바사이며 면적은 294.7km2, 인구는 939,370명(2009년 기준)이다. 2013년에 실시된 행정 구역 개편에 따라 해안주에서 분리되어 신설되었다. 북쪽으로는 킬리피현, 남쪽과 서쪽으로는 콸레현, 동쪽으로는 인도양과 접한다.

## 같이 보기
- 라무현